# Liste deutscher Stadtgründungen/20. Jahrhundert
Die Liste deutscher Stadtgründungen im 20. Jahrhundert enthält Orte, die im 20. Jahrhundert gegründet oder erstmals urkundlich erwähnt wurden und später zu Städten wurden.
- 1907 Lohne (Oldenburg), Ausgliederung Stadt aus Landgemeinde
- 1919 Zella-Mehlis, aus der Gemeinde Zella St. Blasii und der Stadt Mehlis gebildet
- 1920 Neusalza-Spremberg, nach Vereinigung des Städtchens Neusalza mit der Muttergemeinde Spremberg, ministerielle Genehmigung des Freistaates Sachsen vom 15. Februar
- 1921 Freital, aus den Gemeinden Deuben, Döhlen und Potschappel gebildet
- 1923 Falkensee, aus den Gemeinden Seegefeld und Falkenhagen gebildet
- 1926 Castrop-Rauxel, am 1. April aus Teilen der Stadt Castrop und des Amtes Rauxel gebildet
- 1929 Wuppertal, Vereinigung der Städte Barmen, Elberfeld, Ronsdorf, Vohwinkel und Cronenberg.
- 1930 Leverkusen, am 1. April 1930 aus der Stadt Wiesdorf und den Gemeinden Schlebusch, Steinbüchel und Rheindorf gebildet
- 1934 Kressbronn am Bodensee, Vereinigung der Ämter Hemigkofen und Nonnenbach
- 1938 Stadt des KdF-Wagens (Wolfsburg)
- 1938 Babelsberg als Zusammenschluss der Stadt Nowawes und der Gemeinde Neubabelsberg (1939 nach Potsdam eingemeindet)
- 1938 Kelkheim (Taunus), Gründung aus drei Gemeinden
- 1938 Kühlungsborn, Zusammenschluss der Gemeinden Brunshaupten und Arendsee
- 1938 Wernau (Neckar), Zusammenschluss von zwei Gemeinden
- 1940 Wendlingen am Neckar, Zusammenschluss von zwei Gemeinden
- 1950 Limbach-Oberfrohna wird aus den Städten Limbach und Oberfrohna gebildet
- 1950 Waldkraiburg
- 1953 Stalinstadt (1961 mit Fürstenberg (Oder) zu Eisenhüttenstadt vereinigt)
- 1966 Bergkamen, Gründung aus fünf Gemeinden, 1968 kam eine sechste hinzu
- 1969 Kreuztal, Gründung aus zwölf Gemeinden
- 1969 Lennestadt, Neugründung aus mehreren Gemeinden als Rechtsnachfolge des Amts Bilstein
- 1969 Lahnstein, Zusammenlegung der bis dahin eigenständigen Städte Nieder- und Oberlahnstein
- 1969 Löhne, Gründung aus fünf Gemeinden
- 1970 Meerbusch, Gründung aus acht Dörfern
- 1970 Norderstedt, Gründung aus vier Gemeinden
- 1970 Schwalmstadt, Vereinigung von Treysa und Ziegenhain
- 1970 Nettetal, Zusammenschluss der Gemeinden Leuth, Breyell und Hinsbeck sowie der Städte Kaldenkirchen und Lobberich
- 1971 Taunusstein, Gründung aus sechs Gemeinden
- 1971 Rödental, Gründung aus sechs Gemeinden
- 1971 Kraichtal, Neugründung aus zwei Städten und sieben weiteren Gemeinden
- 1972 Freiberg am Neckar, Neugründung aus drei Gemeinden und Verleihung der Stadtrechte 1982
- 1972 Villingen-Schwenningen, aus den zwei Städten Villingen und Schwenningen
- 1972 Oestrich-Winkel, am 1. Juli aus den Gemeinden Oestrich, Mittelheim und Winkel gegründet
- 1973 Schrozberg, Neugründung aus einer Stadt und fünf weiteren Gemeinden
- 1974 Maintal, Gründung aus vier Gemeinden
- 1975 Aichtal, Neugründung aus einer Stadt und zwei weiteren Gemeinden
- 1975 Albstadt, Neugründung aus den Städten Ebingen und Tailfingen und weiteren Gemeinden
- 1975 Selm, Neugründung aus zwei Gemeinden und Verleihung der Stadtrechte 1977
- 1975 Filderstadt, Neugründung aus fünf Gemeinden
- 1975 Ostfildern, Neugründung aus vier Gemeinden
- 1975 Leinfelden-Echterdingen, Neugründung aus einer Stadt und drei weiteren Gemeinden
- 1975 Vogtsburg im Kaiserstuhl, Neugründung aus einer Stadt und fünf weiteren Gemeinden
- 1976 Weinstadt, Neugründung aus vier Gemeinden
- 1977 Dreieich, Zusammenschluss der Städte Dreieichenhain und Sprendlingen sowie drei weiterer Gemeinden
- 1977 Mörfelden-Walldorf, Zusammenschluss der Städte Mörfelden und Walldorf
- 1977 Rödermark, Neugründung aus Zusammenschluss von Ober-Roden und Urberach und Verleihung der Stadtrechte 1980
- 1977 Rodgau, Neugründung aus fünf Gemeinden und Verleihung der Stadtrechte 1979
- 1977 Lahn, Neugründung aus den Städten Gießen und Wetzlar sowie 14 Gemeinden (1979 aufgelöst)

## Verleihung der Stadtrechte
Folgende Orte bekamen im 20. Jahrhundert die Stadtrechte verliehen:
- 1902 Olbernhau
- 1904 Münchenbernsdorf
- 1905 Pasing (1938 nach München eingemeindet)
- 1905 Westerland
- 1907 Cuxhaven
- 1907 Feuerbach (1933 nach Stuttgart eingemeindet)
- 1907 Schwenningen am Neckar
- 1908 Nordenham
- 1910 Milbertshofen (1913 nach München eingemeindet)
- 1911 Zirndorf, zuvor Gemeinde
- 1913 Sterkrade (1929 nach Oberhausen eingemeindet)
- 1919 Triebes
- 1920 Steinach
- 1921 Wiesdorf (bereits 1930 in Leverkusen aufgegangen)
- 1922 Gaggenau
- 1922 Neunkirchen (Saar)
- 1923 Heidenau
- 1924 Würselen
- 1924 Radebeul
- 1924 Kötzschenbroda (1935 nach Radebeul eingemeindet)
- 1924 Neugersdorf, Stadtrechtsverleihung des Industriedorfes am 15. Dezember 1924, seit 1. Januar 2011 in Fusion mit Ebersbach/Sa. vereinigte Stadt Ebersbach-Neugersdorf
- 1924 Nowawes (1938 in Babelsberg aufgegangen)
- 1924 Großröhrsdorf, OL
- 1925 Ebersbach/Sa.,  Stadtrechtsverleihung des Industriedorfes am 5. Februar 1925, seit 1. Januar 2011 in Fusion mit Neugersdorf vereinigte Stadt Ebersbach-Neugersdorf
- 1925 Tambach-Dietharz
- 1927 Bad Köstritz
- 1928 Ebeleben
- 1928 Hohenleuben
- 1928 Straelen (erstmals 1428 verliehen, aber unter französischer Herrschaft (1798–1814) wieder aberkannt)
- 1929 Bad Bevensen
- 1929 Bassum (vorher Flecken)
- 1929 Hoya
- 1929 Syke
- 1929 Sulingen
- 1929 Weil am Rhein
- 1930 Tailfingen
- 1930 Wurzbach
- 1932 Oberweißbach/Thüringer Wald
- 1933 Bad Aibling
- 1933 Eislingen/Fils (kurz zuvor vereinigt aus Groß- und Kleineislingen)
- 1933 Fellbach
- 1933 Neuhaus am Rennweg
- 1934 Arnis
- 1934 Markkleeberg
- 1935 Bad Elster
- 1935 Klotzsche (1950 nach Dresden eingemeindet)
- 1935 Oberfrohna
- 1935 Tangerhütte
- 1935 Weißwasser/Oberlausitz
- 1936 Brotterode
- 1936 Erwitte
- 1936 Oberlungwitz
- 1936 Steinbach-Hallenberg
- 1937 Gladenbach
- 1937 Völklingen
- 1938 Kelkheim (Taunus)
- 1939 Coswig
- 1945 Torgelow, Stadterhebung durch sowjetische Stadtkommandantur am 4. Mai 1945
- 1947 Bad Soden am Taunus
- 1947 Bad Schussenried
- 1947 Bensberg
- 1947 Sprendlingen
- 1948 Langenfeld (Rheinland)
- 1948 Norderney
- 1949 Achim
- 1949 Ahrensburg
- 1950 Aulendorf
- 1950 Borkum
- 1950 Kamp-Lintfort, am 12. Februar 1950 wurden der Großgemeinde Kamp-Lintfort die Stadtrechte verliehen
- 1950 Ochsenhausen
- 1951 Alzenau
- 1952 Aschendorf, Verleihung der Stadtrechte im Rahmen der 1200-Jahr-Feier
- 1952 Geisenfeld
- 1952 Troisdorf
- 1953 Bad Griesbach im Rottal
- 1953 Dorfen
- 1953 Grafing bei München
- 1953 Flörsheim am Main
- 1954 Freilassing
- 1954 Illertissen, Verleihung der Stadtrechte im Rahmen der 1000-Jahr-Feier
- 1954 Schwarzenbach am Wald
- 1954 Selbitz
- 1954 Wallenfels
- 1955 Steinheim an der Murr
- 1956 Bersenbrück
- 1956 Brackwede (1972 nach Bielefeld eingemeindet)
- 1957 Saßnitz, heute Sassnitz, Insel Rügen, Entstehung durch Zusammenlegung der Dörfer Saßnitz und Crampas 1906
- 1958 Gerlingen
- 1958 Lauscha
- 1958 Wolfen
- 1959 Ilsenburg (Harz)
- 1959 Bad Liebenstein, Verleihung der Stadtrechte zum 10. Jahrestag der DDR
- 1960 Monheim am Rhein
- 1960 Niebüll
- 1960 Stadtallendorf
- 1960 Traunreut
- 1960 Waldkraiburg
- 1961 Falkensee
- 1961 Herdorf
- 1962 Falkenberg/Elster
- 1962 Hennigsdorf
- 1962 Lauter
- 1962 Walldorf (Hessen)
- 1963 Kolbermoor
- 1963 Sonthofen
- 1964 Böhlen
- 1964 Lorsch
- 1964 Rhens
- 1965 Haren (Ems)
- 1966 Baunatal
- 1966 Bergkamen
- 1966 Ditzingen
- 1966 Eggesin, anlässlich der 750-Jahr-Feier des Ortes
- 1966 Raunheim
- 1966 Weißenthurm
- 1967 Bürstadt
- 1967 Königsbrunn zuvor Gemeinde
- 1967 Munster (Örtze)
- 1967 Wahlstedt, Verleihung bereits am 13. Dezember 1966, Inkrafttreten am 1. Januar 1967
- 1968 Bernsdorf
- 1968 Garbsen
- 1968 Mörfelden
- 1968 Oberkochen
- 1969 Bad Hönningen
- 1969 Bobingen
- 1969 Dormagen (nach Zusammenschluss mit Gemeinde Hackenbroich)[1]
- 1969 Friedrichsthal (Saar)
- 1969 Gersthofen im Rahmen des 1000-jährigen Jubiläums
- 1969 Hermsdorf
- 1969 Kastellaun
- 1969 Leinefelde
- 1969 Wissen
- 1970 Bad Breisig
- 1970 Bexbach
- 1970 Erlenbach am Main
- 1970 Eschborn
- 1970 Geretsried, Stadterhebung
- 1970 Hermeskeil
- 1970 Hattersheim am Main
- 1970 Osthofen
- 1970 Schwalbach am Taunus
- 1971 Pocking
- 1971 Rennerod
- 1971 Rottenburg an der Laaber
- 1972 Töging am Inn
- 1972 Waldkirchen
- 1974 Bad Dürrheim
- 1974 Herbrechtingen
- 1974 Lollar
- 1974 Mössingen, im Rahmen des 1200-jährigen Jubiläums
- 1974 Seifhennersdorf, Stadtrechtsverleihung des Industriedorfes, urkundliche Ersterwähnung 1352
- 1975 Aichtal
- 1975 Albstadt
- 1975 Ebersbach an der Fils
- 1975 Ransbach-Baumbach
- 1975 Senden
- 1975 Wirges
- 1975 Vellmar[2]
- 1976 Boppard
- 1976 Donzdorf
- 1976 Schneverdingen
- 1977 Heringen (Werra)
- 1977 Münstermaifeld
- 1977 Sankt Augustin
- 1977 Seelze
- 1977 Vöhringen
- 1977 Wörth am Rhein
- 1978 Aßlar
- 1978 Bad Münster am Stein-Ebernburg
- 1978 Burladingen (Ersterwähnung 772)
- 1978 Hauzenberg
- 1978 Hürth
- 1979 Freinsheim
- 1979 Rodgau
- 1979 Glinde
- 1980 Rödermark
- 1981 Östringen
- 1981 Neukirchen-Vluyn
- 1982 Renningen
- 1984 Schweich
- 1984 Waghäusel
- 1985 Oberhof
- 1986 Neutraubling
- 1987 Polch
- 1988 Neusäß, zuvor Gemeinde
- 1988 Rödental
- 1990 Garching bei München
- 1990 Langen (Geestland)
- 1991 Ramstein-Miesenbach
- 1991 Germering (Landkreis Fürstenfeldbruck)
- 1993 Hillesheim (Eifel)
- 1993 Holzgerlingen (Landkreis Böblingen)
- 1995 Hamminkeln
- 1996 Mülheim-Kärlich
- 1996 Süßen
- 1997 Kaisersesch
- 1997 Sehnde
- 1997 Uhingen, zuvor Gemeinde
- 1998 Stutensee, zuvor Gemeinde
- 1998 Erkner
- 1998 Manderscheid
- 1999 Roßleben
- 1999 Hohen Neuendorf
- 2000 Büdelsdorf (Kreis Rendsburg-Eckernförde), zuvor Gemeinde
- 2000 Netphen (Kreis Siegen-Wittgenstein), zuvor Gemeinde
- 2000 Unterschleißheim (Landkreis München), zuvor Gemeinde
- 2000 Rheinstetten, Verleihung der Stadtrechte
- 2000 Selters (Westerwald)